# Świadkowie Jehowy w województwie kujawsko-pomorskim
Świadkowie Jehowy w województwie kujawsko-pomorskim – wspólnota religijna Świadków Jehowy w województwie kujawsko-pomorskim. W wyniku Narodowego Spisu Powszechnego Ludności i Mieszkań 2011 określono liczbę osób na terenie województwa deklarujących swoją przynależność religijną do Świadków Jehowy na 6616. Natomiast liczba głosicieli według opracowania GUS „Wyznania religijne w Polsce 2019–2021” w roku 2021 wynosiła 5674. W październiku 2024 roku na terenie województwa znajdowały się miejsca zebrań 63 zborów (także zboru języka migowego, dwóch zborów rosyjskojęzycznych, dwóch zborów ukraińskojęzycznych, dwóch grup angielskojęzycznych).

## Historia

### Początki

#### Lata 1900–1919

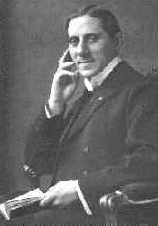
Hermann Herkendell – jeden z pielgrzymów odwiedzających zbory (1910–1918)

Działalność Świadków Jehowy na tym terenie zapoczątkowali na początku XX wieku niemieccy współwyznawcy (na terenie należącym wtedy do Cesarstwa Niemieckiego). Wiosną 1906 roku w Bydgoszczy wykład biblijny wygłosił przedstawiciel niemieckiego biura, pielgrzym Otto A. Kötitz. Działała tam niewielka grupa wyznawców.
W latach 1910–1918 niemieckojęzyczne grupy w Bydgoszczy, Chełmnie, Dworzysku, Grudziądzu, Strzelnie, Toruniu odwiedzał przedstawiciel niemieckiego biura, pielgrzym Hermann Herkendell (1889–1926). W listopadzie 1911 roku grupy w Bydgoszczy, Grudziądzu, Strzelnie i Toruniu odwiedził Paul Balzereit.
W roku 1914 w Bydgoszczy działała grupa 30 wyznawców, działalność kaznodziejską prowadzono również w Grudziądzu.
W roku 1915 i 1919 niemieckojęzyczne zbory w Bydgoszczy, Strzelnie, Kłódce, Dworzyskach koła Chełmna, Toruniu, Wilczaku koło Bydgoszczy odwiedzał pielgrzym Bernhard Buchholz.
Wiosną 1916 roku pielgrzym Max Cunow odwiedził niemieckojęzyczne zbory w Bydgoszczy, Dworzysku i Strzelnie. W lutym 1917 roku oraz w marcu 1919 roku pielgrzym Karl Wellershaus odwiedził niemieckojęzyczne zbory m.in. w Bydgoszczy, Strzelnie, Dworzysku i Toruniu. W roku 1919 w zborze Bydgoszcz-Wilczak na zebrania uczęszczały 23 osoby.

#### Lata 20. XX wieku
W marcu 1920 roku niemieckojęzyczne grupy w Kłódce i Zakurzewie odwiedził pielgrzym Paul Balzereit.
W 1925 roku działalność kaznodziejską prowadzono w okolicy Inowrocławia. W 1925 roku zbór w Grudziądzu liczył 5 członków, w Inowrocławiu – 20, a w Piotrkowie Kujawskim – 14. Zbór działał także w Chełmży.
14 i 15 sierpnia 1927 roku w sali Jabłonki przy Dolinie odbyło się pierwsze zgromadzenie w Bydgoszczy. Uczestniczyło w nim około 300 osób, w tym delegaci z Bydgoszczy, Inowrocławia, Krakowa, Poznania, Warszawy. Przemówienia wygłosiło 12 kaznodziejów. W Bydgoszczy zbór składał się z około 60 członków, m.in. Jan Gaca, Faca, Adamski (były organista kościoła narodowego), Mira, Witek. W sali tej odbywały się też cykliczne wykłady publiczne. Na początku 1928 roku zebranie odbyło się w domu Ludwika Sabady (Sabody) w Januszkowie Kujawskim. Uczestniczyły w nim osoby z Dziemionny i Tarkowa. Działalność kaznodziejską prowadzili w okolicy miejscowości Złotniki Kujawskie i Lisewo Kościelne. Sabada powrócił do Polski z Francji, gdzie pracował jako górnik. W roku 1929 działalność kaznodziejską w powiecie rypińskim prowadził kolporter Stefan Materch.

#### Lata 30. XX wieku
Na początku lat 30. XX wieku zbory działały m.in. w miastach: Bydgoszcz, Inowrocław, Aleksandrów Kujawski, Grudziądz (chrzest nowych wyznawców odbywał się w Kanale Trynka) i Włocławek oraz w Nowej Wsi Wielkiej i Strzelnie. Działalność kaznodziejską prowadzono również w Toruniu.
15 sierpnia 1930 roku w Bydgoszczy odbyła się kolejna konwencja. Chrzest przyjęło około 35 osób. W marcu 1932 roku w Kwidzynie zorganizowano zgromadzenie Świadków Jehowy (przyjęcie nowej nazwy w 1931 roku) w języku niemieckim. W roku 1934 z Francji powracają do Januszkowa Szczepan Kosiak i Jan Zabuda. Dwa lata później powstaje tam zbór (późniejsza nazwa Nowa Wieś Wielka) składający się z 16 głosicieli. W roku 1937 w 20-osobowym zborze bydgoskim działają m.in. rodzina Teofila Piaskowskiego (ochrzczonego w 1924 roku w Paryżu) oraz rodziny Biedowiczów, Popielewskich, Miłosiernych, Świderskich i Janików. W roku 1939 w zborze w Brzozie działa 12 głosicieli, w Bydgoszczy około 40, a w innych miejscowościach na Kujawach około 35. Od połowy lat 30. XX wieku działalnością objęto już całe województwo.

### Prześladowania w czasie II wojny światowej
W czasie II wojny światowej wielu wyznawców z tego terenu zginęło w hitlerowskich obozach koncentracyjnych. Niektórzy przebywali w niemieckim obozie przesiedleńczym w Potulicach, a m.in. Bronisława Brzeczek z Bydgoszczy trafiła do KL Stutthof.

### Okres powojenny (1945–1950)
1945
Pierwszy powojenny wyznawca w Toruniu przyjął chrzest w obozie koncentracyjnym Mauthausen-Gusen. W Toruniu ochrzczone zostały dwie osoby. W tym czasie tamtejszy 11-osobowy zbór objął działalnością okolice Aleksandrowa Kujawskiego.
1947
30 kwietnia w Bydgoszczy odbyła się konwencja z udział ponad 1500 obecnych.  Na terenie województwa bydgoskiego działało 25 zborów. Powstały nowe grupy m.in. w Aleksandrowie Kujawskim, Lipnie i we Włocławku. W ich założeniu pomocą okazał się zbór Toruń.
1948
Według danych urzędowych w powiecie tucholskim było w marcu 472 Świadków Jehowy, w tym 75 w Tucholi, w gminie Cekcyn (najwięcej w gromadzie Ostrowo) – 325 osób; w gminie Bysław – 10; w gminie Kęsowo – siedem, w gminie wiejskiej Tuchola – 55). Kilkanaście miesięcy później ich liczba wzrosła do 508 osób. Funkcję nadzorcy zboru pełnił mieszkający w Mędromierzu Stanisław Owsianko, a pioniera Edwin Jabłoński, który zamieszkał w Małym Mędromierzu. 
1949
W Bydgoszczy działało 220 głosicieli, a w 11-osobowym zborze w Toruniu w zebraniach uczestniczyło do 40 osób.

### Prześladowania

#### Lata 50. XX wieku
W następnych dziesięcioleciach (w PRL) w czasie zakazu działalności – powstawały kolejne zbory.
Według szacunków Wojewódzkiego Urzędu Bezpieczeństwa wiosną 1950 roku na terenie województwa działały 43 grupy. Ustalił też informacje o 450 głosicielach mieszkających w województwie bydgoskim i oszacował liczbę głosicieli oraz osób zainteresowanych na około 2240. W czerwcu 1950 roku według kolejnych szacunków WUB działało 41 grup i co najmniej 1700 głosicieli. W województwie bydgoskim poza główną akcją aresztowań z czerwca, 5 lipca 1950 roku przeprowadzono następną, podczas której aresztowano kolejnych głosicieli. Według niepełnych danych na dzień 8 lipca 1950 roku liczba aresztowanych w województwie wynosiła 24 osoby. Do 5 sierpnia liczba wzrosła do 118 osób, 101 osób zostało zwolnionych, a 17 pozostawało w areszcie. Na koniec 1950 roku spośród 120 aresztowanych, 15 zostało skazanych na bezwzględne kary pozbawienia wolności.

Romuald Stawski wspomina: 

„W kwietniu 1951 roku po zakończeniu chrześcijańskiego zebrania zostałem przez śledzących mnie funkcjonariuszy aparatu bezpieczeństwa aresztowany na ulicy. Ponieważ nie chciałem odpowiadać na ich pytania, jeszcze tej samej nocy przewieźli mnie do więzienia w Bydgoszczy i zaczęli przesłuchiwać. Kazano mi stać pod ścianą przez sześć dni i nocy – bez picia i jedzenia, w kłębach dymu papierosowego. Bito mnie pałką, a papierosami przypalano skórę. Gdy traciłem świadomość, polewano mnie wodą i wznawiano śledztwo.

W latach 1956–1969 Służba Bezpieczeństwa wykryła i zlikwidowała ośrodki produkcji i dystrybucji publikacji. 25 listopada 1958 roku w Bydgoszczy przed Sądem Rejonowym zakończył się proces ośmiorga Świadków Jehowy, oskarżonych o kolportaż „Strażnicy” drukowanej przez nich na powielaczu w jednej z podbydgoskich wsi. Skazani zostali na kary czterech i pół miesiąca aresztu. Pewien funkcjonariusz z Bydgoszczy chełpił się: „Służba wywiadowcza jest tak zorganizowana, że najpóźniej w ciągu sześciu miesięcy zostaje ustalone miejsce zakonspirowanego punktu drukarskiego Świadków Jehowy”. Opinia ta nie była jednak w pełni uzasadniona.
Świadkowie Jehowy za prowadzenie działalności religijnej byli osadzani również w Ośrodku Pracy Więźniów w Piechcinie.

#### Lata 60. XX wieku
Sąd Powiatowy w Grudziądzu w styczniu 1964 roku skazał Świadka Jehowy na karę 8 miesięcy pozbawienia wolności oraz utratę praw publicznych i obywatelskich praw honorowych na okres 2 lat, za udział w nielegalnym związku pod nazwą „Świadkowie Jehowy” – pełniąc w nim funkcję gospodarza obwodu. Wyrok ten został zaskarżony, a rozpoznający odwołanie Sąd Wojewódzki w Bydgoszczy w sierpniu 1964 roku – na mocy dekretu o amnestii, postępowanie karne umorzył. 

### Czas „odwilży”
Pod koniec 1977 roku przedstawiciele Ciała Kierowniczego Świadków Jehowy oficjalnie spotkali się z niektórymi wyznawcami na terenie obecnego województwa kujawsko-pomorskiego (m.in. 29 grudnia w Bydgoszczy). Pod koniec lat 70. XX wieku niektórym wyznawcom udało się wyjechać na kongresy poza granice Polski (m.in. do Francji i Danii) , a później m.in. w roku 1980 („Miłość Boża”) i w roku 1981 („Lojalność wobec Królestwa”) do Wiednia.
Od roku 1982 rozpoczęto ponownie wynajmować hale sportowe (m.in. Hala Astoria w Bydgoszczy), a w następnym roku również stadiony na kongresy – najpierw w Bydgoszczy (Stadion Zawiszy: 1983–1984, 1986–1988).

### Odzyskanie rejestracji prawnej i rozwój działalności

#### Kongresy i zgromadzenia
Kongresy regionalne na terenie województwa odbywają się w Arena Toruń.
W poprzednich latach odbywały się także w Bydgoszczy. Na Stadionie Zawiszy: 19–22 lipca 1990 roku („Czysta mowa”), 31 lipca–2 sierpnia 1992 roku („Nosiciele światła”), 29 lipca–1 sierpnia 1993 roku („Pouczani przez Boga”), 1–3 lipca 1994 roku („ Bojaźń Boża”), 4–6 lipca 1995 roku („Rozradowani chwalcy Boga”), 5–7 lipca 1996 roku („Posłańcy pokoju Bożego”), 1–3 lipca 1997 roku („Wiara w Słowo Boże”), 17–19 lipca 1998 roku („Boża droga życia”), 23–25 lipca 1999 roku („Prorocze słowo Boże”), 21–23 lipca 2000 roku („Wykonawcy słowa Bożego”; przeszło 10 tysięcy obecnych), 20–22 lipca 2001 roku („Nauczyciele słowa Bożego”), 5–7 lipca 2002 roku („Gorliwi głosiciele Królestwa”(przeszło 6 tysięcy obecnych), 25–27 lipca 2003 roku („Oddajcie chwałę Bogu”), 16–18 lipca 2005 roku („Chodź z Bogiem”; przeszło 6 tysięcy obecnych), 4–6 sierpnia 2006 roku („Wyzwolenie jest blisko!”; 12 228 obecnych). Na Stadionie Polonii: 29 czerwca–1 lipca 2007 roku („Naśladuj Chrystusa!”; program był też tłumaczony na polski język migowy, 6,5 tys. obecnych)), 18–20 lipca 2008 roku („Kierowani duchem Bożym”; przeszło 7 tys. obecnych, 71 osób zostało ochrzczonych), 16–19 lipca 2009 roku („Czuwajcie!”). W Hali Łuczniczka: 17–19 lipca 2015 roku („Naśladujmy Jezusa!”), 5–7 sierpnia 2016 roku („Lojalnie trwajmy przy Jehowie!”).
W Toruniu kongresy odbyły się: 19–21 lipca 1991 roku na Stadionie KS Apator („Lud miłujący wolność”); w Motoarenie Toruń: 9–11 lipca 2010 roku („Trwaj przy Jehowie!”; przeszło 10 000 obecnych)), 8–10 lipca 2011 roku („Niech przyjdzie Królestwo Boże!”; przeszło 7 tysięcy obecnych, ochrzczono 56 osób), 6–8 lipca 2012 roku („Strzeż swego serca!”), 2–4 sierpnia 2013 roku („Słowo Boże jest prawdą!”), 11–13 lipca 2014 roku („Szukajmy najpierw Królestwa Bożego!”).
W Arena Toruń kongresy odbyły się: 23–25 czerwca 2017 roku („Nie poddawaj się!”), 10–12 sierpnia 2018 roku („Bądź odważny!”), 28–30 lipca 2023 roku („Okazujcie cierpliwość!”), 12–14 lipca 2024 roku („Głośmy dobrą nowinę!”).
Zgromadzenia obwodowe odbywały się m.in. w Bydgoszczy, Toruniu, Włocławku, Solcu Kujawskim.
Od 1999 roku zgromadzenia obwodowe dla większości zborów odbywają się w Sali Zgromadzeń w Malborku, natomiast zbory z wschodniej części Bydgoszczy i okolic Barcina, Kruszwicy, Szubina, Żnina korzystają z Sali Zgromadzeń w Stęszewie, a zbory z Włocławka, Izbicy Kujawskiej, Radziejowa i okolic z Sali Zgromadzeń w Łodzi.
W latach 90. XX wieku i w XXI w., delegacje z tutejszych zborów były na kongresach międzynarodowych i specjalnych m.in. w Niemczech, Danii, Ekwadorze, Finlandii, Rosji, Szwecji, Czechach, Rumunii, Islandii, Stanach Zjednoczonych, Kanadzie, we Francji, na Węgrzech i na Ukrainie.

#### Sale Królestwa
Od lat 90. XX wieku powstawały Sale Królestwa w różnych miastach województwa (w ostatnich latach m.in. w 2016 roku w Grudziądzu, w 2018 roku w Warlubiu, w 2019 roku w Solcu Kujawskim, w 2023 roku w Kowalewie Pomorskim oraz w 2024 roku w Inowrocławiu). Trwa budowa nowego obiektu w Strzelnie.

#### Działalność w ośrodkach penitencjarnych
Świadkowie Jehowy prowadzą także biblijną działalność wychowawczą w zakładach karnych, prowadząc bezpłatne kursy biblijne z więźniami (m.in. w Bydgoszczy, Inowrocławiu, Koronowie, Potulicach, Toruniu, Chełmnie, Grudziądzu i Włocławku).
W 2006 roku wyróżnienie w ogólnopolskim konkursie historycznym Fundacji Ośrodka Karta otrzymała praca zespołowa z Grudziądza pt. „Wielka wiara małych ludzi” dotycząca stosunku władz PRL do Świadków Jehowy.

#### Działalność w polskim języku migowym
Co najmniej od lat 80. XX wieku zebrania zborowe były tłumaczone na język migowy symultanicznie. Zbór polskiego języka migowego działa w Bydgoszczy (do sierpnia 2024 roku funkcjonowała także grupa w Rypinie, a do czerwca 2023 roku grupa w Toruniu).

#### Działalność wśród obcokrajowców i mniejszości etnicznych
Działalność prowadzą również zbory i grupy innojęzycznej. W Bydgoszczy istnieje zbór rosyjskojęzyczny i ukraińskojęzyczny oraz grupa angielskojęzyczna (do sierpnia 2023 roku działała grupa posługująca się językiem romani (Polska)). Od 2023 roku w Toruniu działają zbory: rosyjskojęzyczny i ukraińskojęzyczny (wcześniej jako grupy); oraz grupa angielskojęzyczna.

#### Pozostała działalność
W 2008 roku na terenie województwa działało 90 zborów. W 2009 roku było 6301 głosicieli w 91 zborach. W 2010 roku było 6281 głosicieli w 91 zborach oraz 43 Sal Królestwa.
W roku 2013 wdrożono program świadczenia publicznego na terenie poszczególnych zborów za pomocą wózków z literaturą biblijną. Wkrótce rozpoczęto również specjalne świadczenie publiczne przy wózkach z publikacjami biblijnymi na terenie wielkomiejskim obejmujące Bydgoszcz. W 2015 roku było 6214 głosicieli w 68 zborach. W roku 2018 liczba głosicieli wynosiła 5878 należących do 65 zborów. W 2019 roku funkcjonowały 64 zbory, w których usługiwało 441 starszych zboru, w 2020 roku było 5756 głosicieli w 64 zborach i 452 starszych zboru. W 2021 roku było 5674 głosicieli należących do 64 zborów, w których usługiwało 443 starszych zboru.

## Zbory

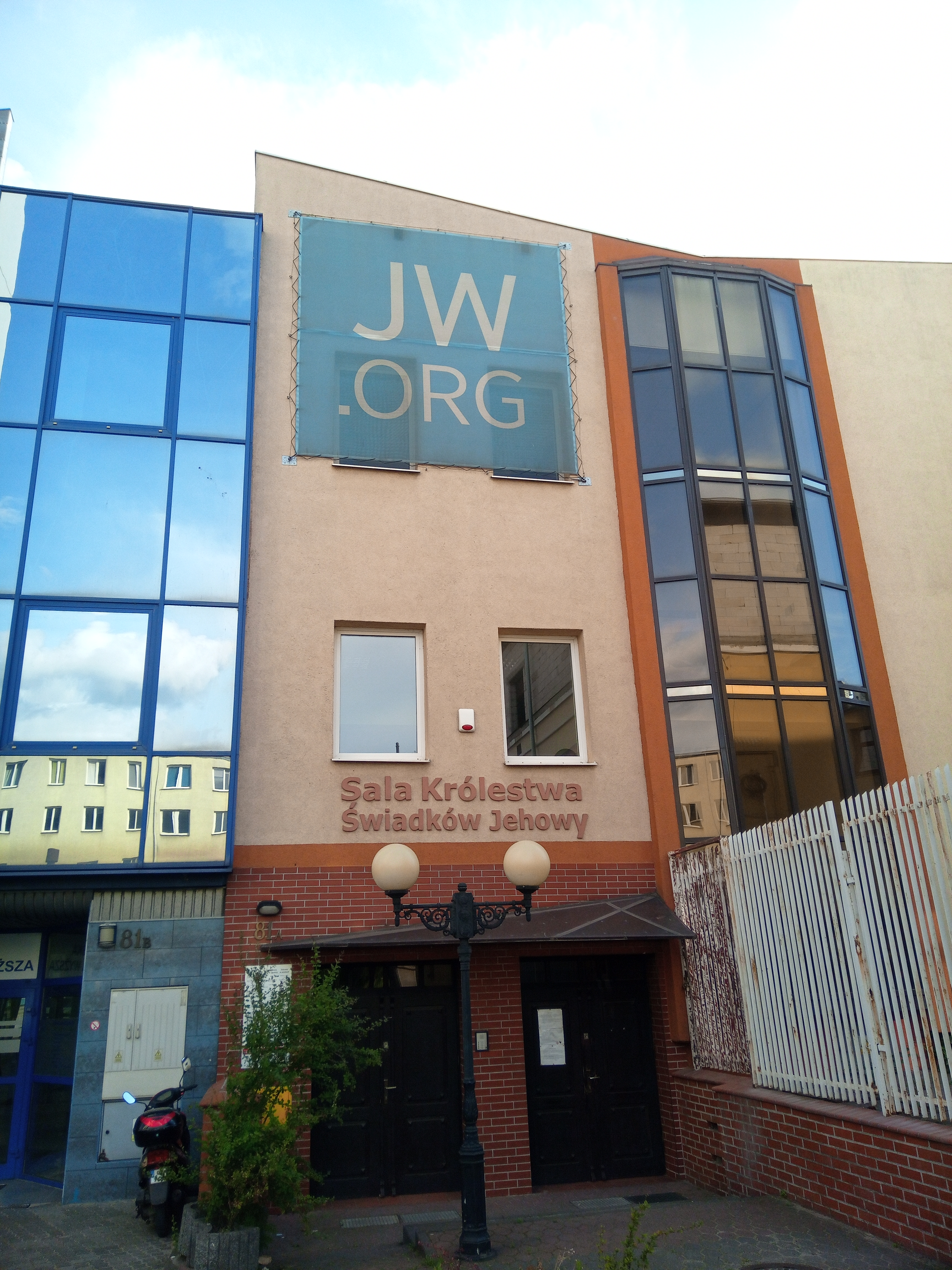
Jedna z Sal Królestwa w Bydgoszczy

Poniższa lista obejmuje zbory zgromadzające się na terenie województwa:
Na terenie miast na prawach powiatu
- Bydgoszcz: 14 zborów: Błonie, Fordon, Leśne (w tym grupa angielskojęzyczna) Mariampol, Miedzyń, Migowy, Nowy Fordon, Północ, Prądy, Rosyjski, Śródmieście, Szwederowo, Ukraiński, Wyżyny
- Grudziądz: 4 zbory: Centrum, Lotnisko, Południe, Tarpno
- Toruń: 9 zborów: Bielawy, Bydgoskie, Chełmińskie, Chrobrego (w tym grupa angielskojęzycznej), Na Skarpie, Podgórz, Rosyjski, Rubinkowo, Ukraiński
- Włocławek: 3 zbory: Południe, Wschód, Zazamcze

Na terenie powiatów
- powiat aleksandrowski: 2 zbory: Aleksandrów Kujawski, Ciechocinek
- powiat brodnicki: 2 zbory: Brodnica–Południe, Brodnica–Północ, Jabłonowo Pomorskie
- powiat bydgoski: 4 zbory: Białe Błota (Sala Królestwa: Kruszyn Krajeński), Brzoza (Sala Królestwa: Chmielniki), Koronowo, Solec Kujawski
- powiat chełmiński: 1 zbór: Chełmno
- powiat golubsko-dobrzyński: 1 zbór: Golub-Dobrzyń (Sala Królestwa: Kowalewo Pomorskie)
- powiat grudziądzki: nie ma zborów
- powiat inowrocławski: 4 zbory: Inowrocław–Południe, Inowrocław–Wschód, Inowrocław–Zachód, Kruszwica
- powiat lipnowski: 1 zbór: Lipno
- powiat mogileński: 1 zbór: Strzelno
- powiat nakielski: 3 zbory: Nakło–Południe, Nakło–Północ, Szubin
- powiat radziejowski: 1 zbór: Radziejów
- powiat rypiński: 1 zbór: Rypin
- powiat sępoleński: 1 zbór: Sępólno Krajeńskie
- powiat świecki: 4 zbory: Świecie–Południe, Świecie–Północ, Nowe nad Wisłą (Sala Królestwa: Warlubie), Osie
- powiat toruński: 2 zbory: Chełmża (Sala Królestwa: Strużal), Czernikowo
- powiat tucholski: 1 zbór: Tuchola
- powiat wąbrzeski: 1 zbór: Wąbrzeźno (Sala Królestwa: Kowalewo Pomorskie)
- powiat włocławski: 2 zbory: Izbica Kujawska, Szpetal Górny
- powiat żniński: 2 zbory: Barcin, Żnin

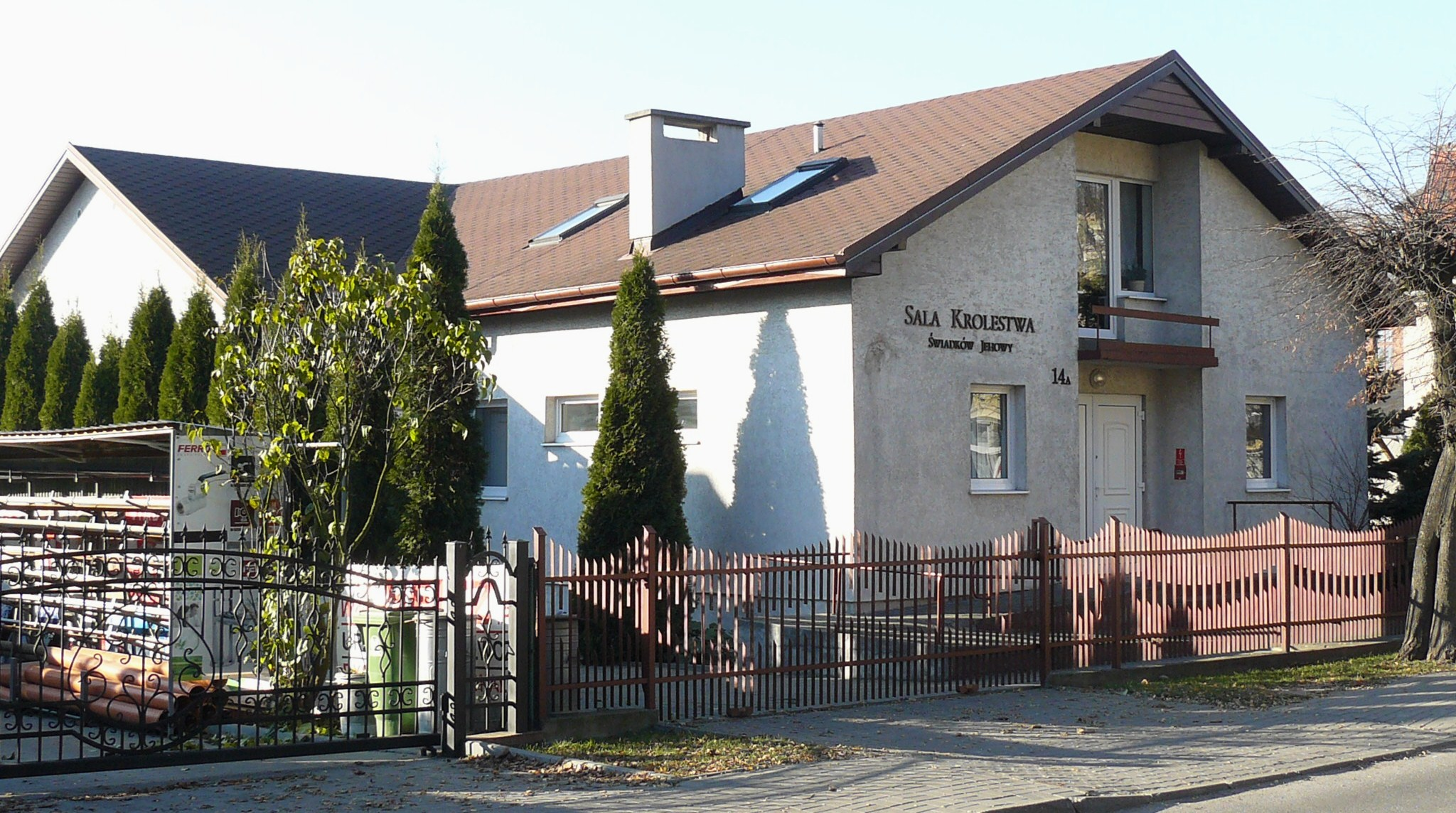
Sal Królestwa w Jabłonowie Pomorskim
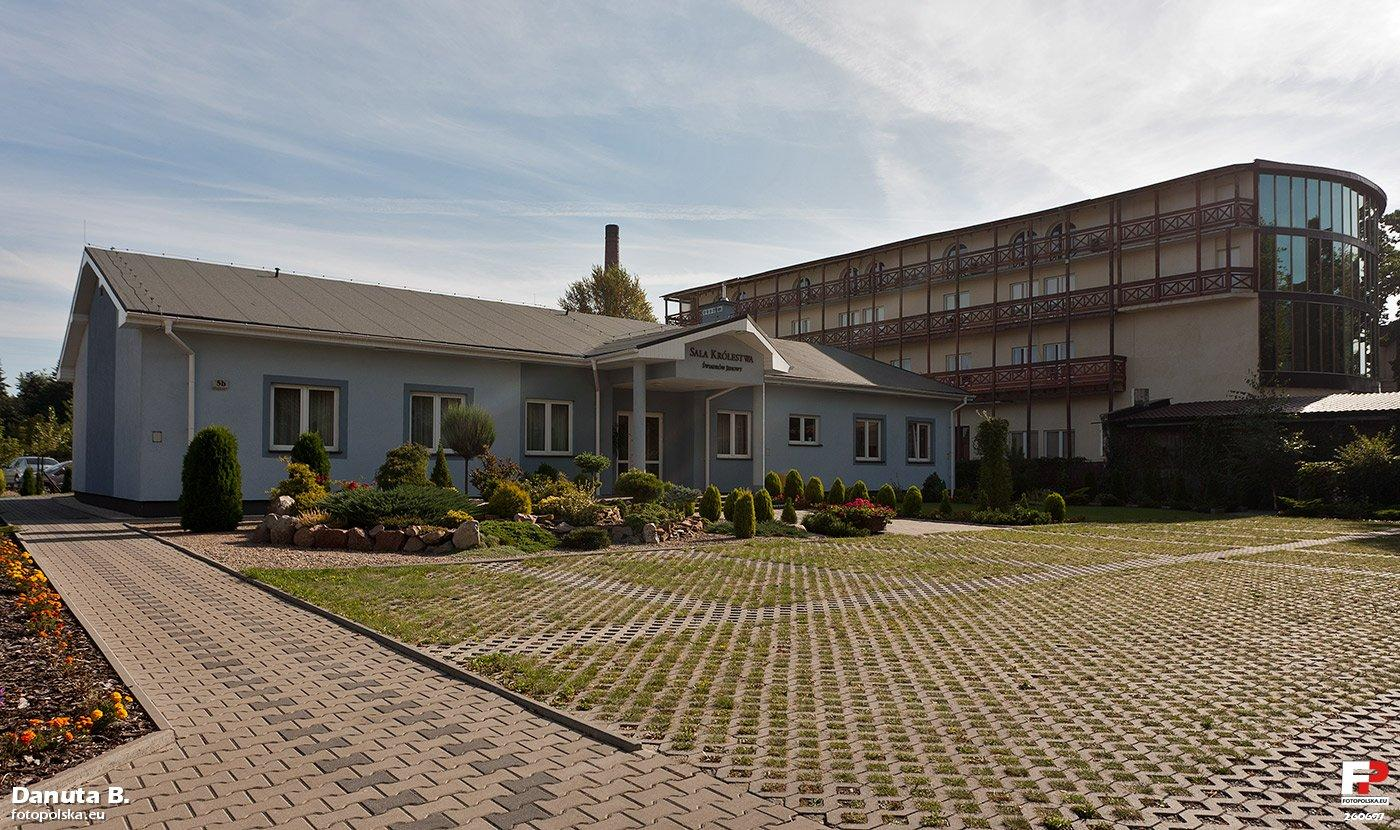
Sala Królestwa w Ciechocinku
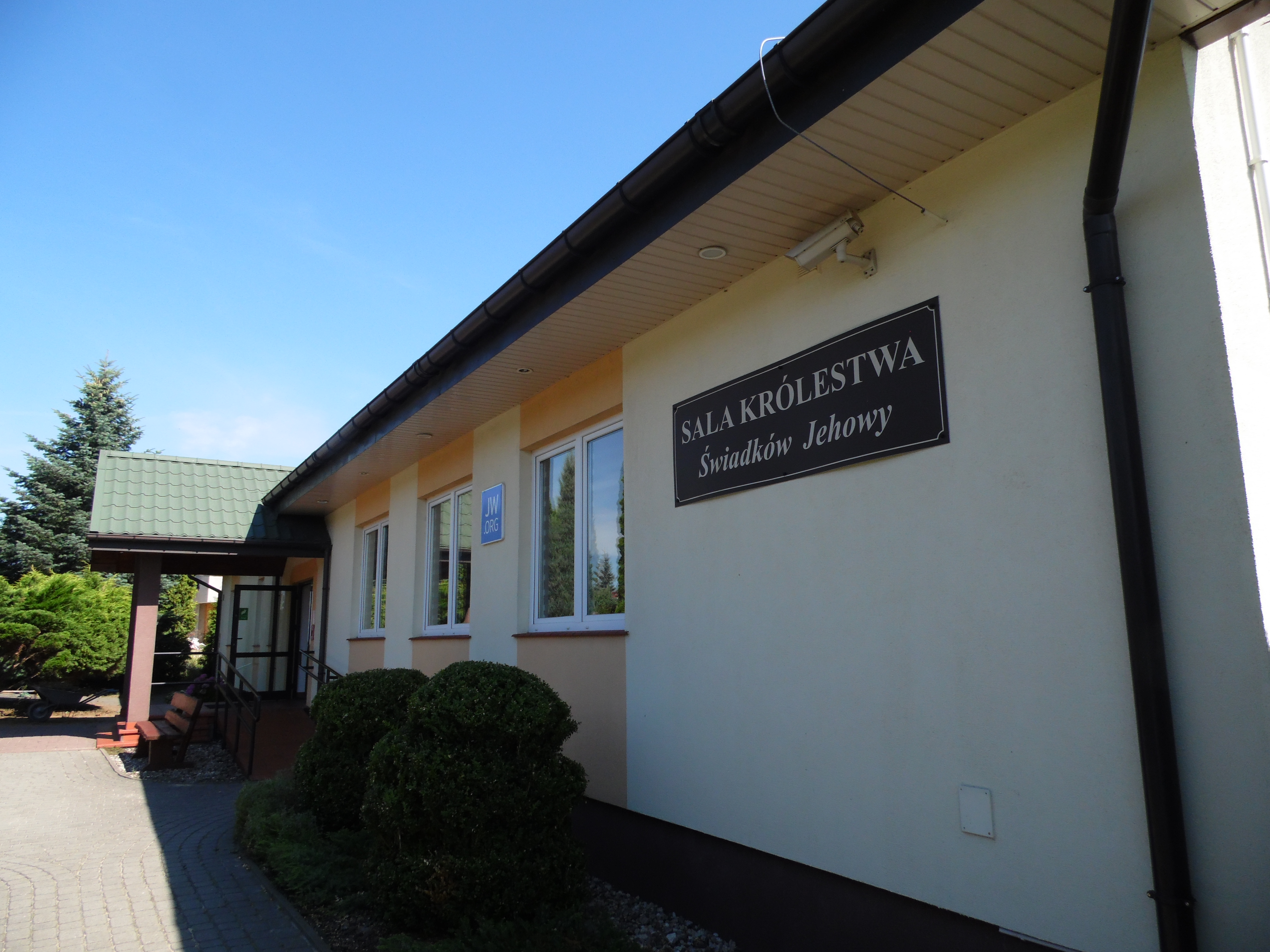
Sala Królestwa w Świeciu